# ساحة المشور بتطوان
ساحة المشور بتطوان هي ساحة أعيد بناؤها في نهاية القرن الخامس عشر من قبل السلطان محمد الشيخ الوطاسي بمساعدة مهاجرين أندلسيين، لتعرف مع بداية القرن السادس عشر توسعا معماريا كبيرا هم بالخصوص جزئيها الجنوبي الغربي (حي الرباط الأسفل) والشمالي الشرقي (حي الرباط الأعلى).